# Luitingh-Sijthoff
Luitingh-Sijthoff est une maison d'édition ayant son siège à Amsterdam, aux Pays-Bas.
Elle a été fondée en 1851 par Albertus Willem Sijthoff sous le nom de A.W. Sijthoff. Elle a fusionné avec Luitingh, créée en 1947, sous son nom actuel en 1989.